# Boulevard des Sablons
Le boulevard des Sablons est une voie de la commune de Neuilly-sur-Seine.

## Situation et accès

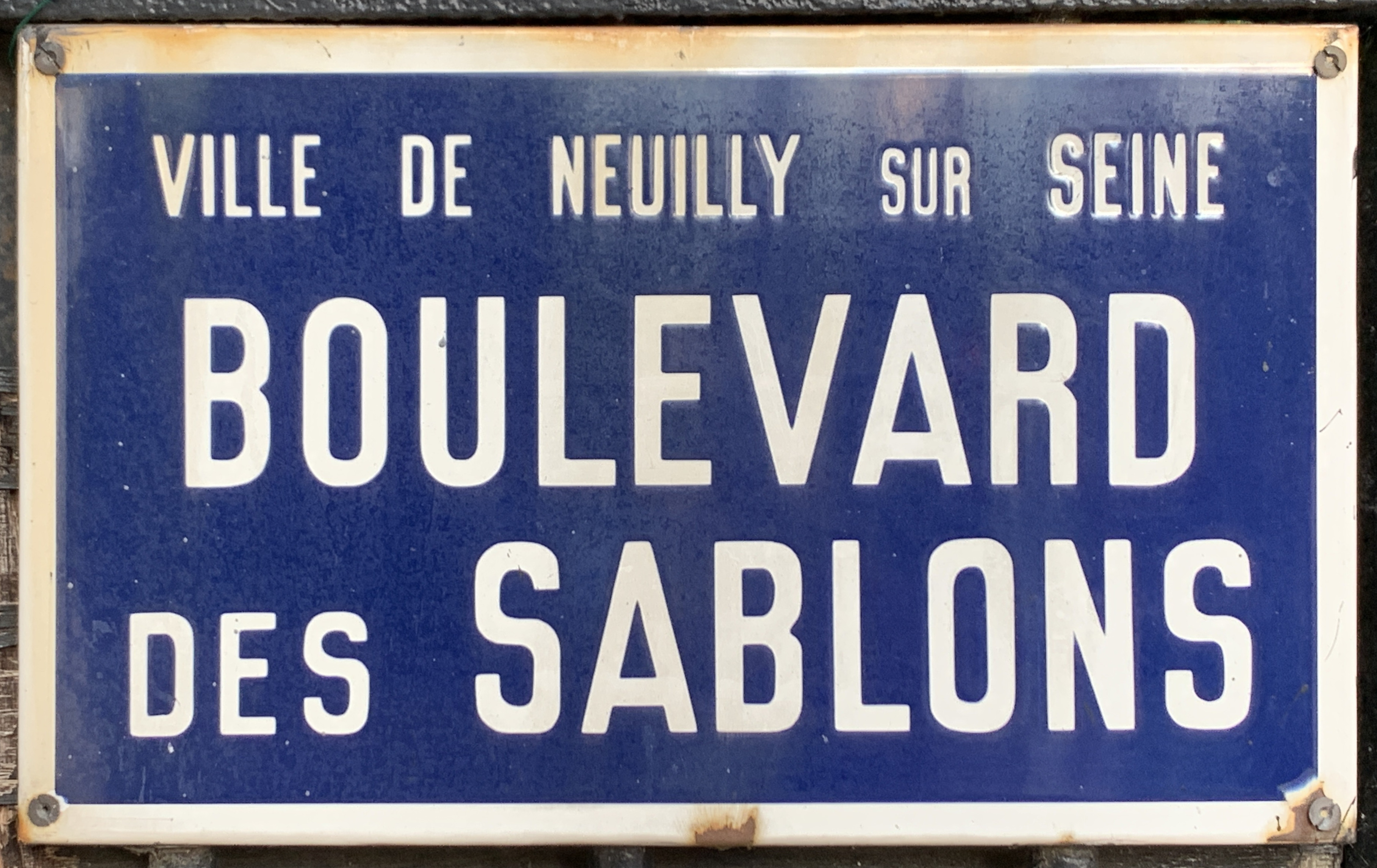
Plaque Boulevard des Sablons

Il se termine au carrefour du boulevard Maurice-Barrès et du boulevard Maillot.
Sa desserte est assurée par la station de métro Les Sablons.

## Historique

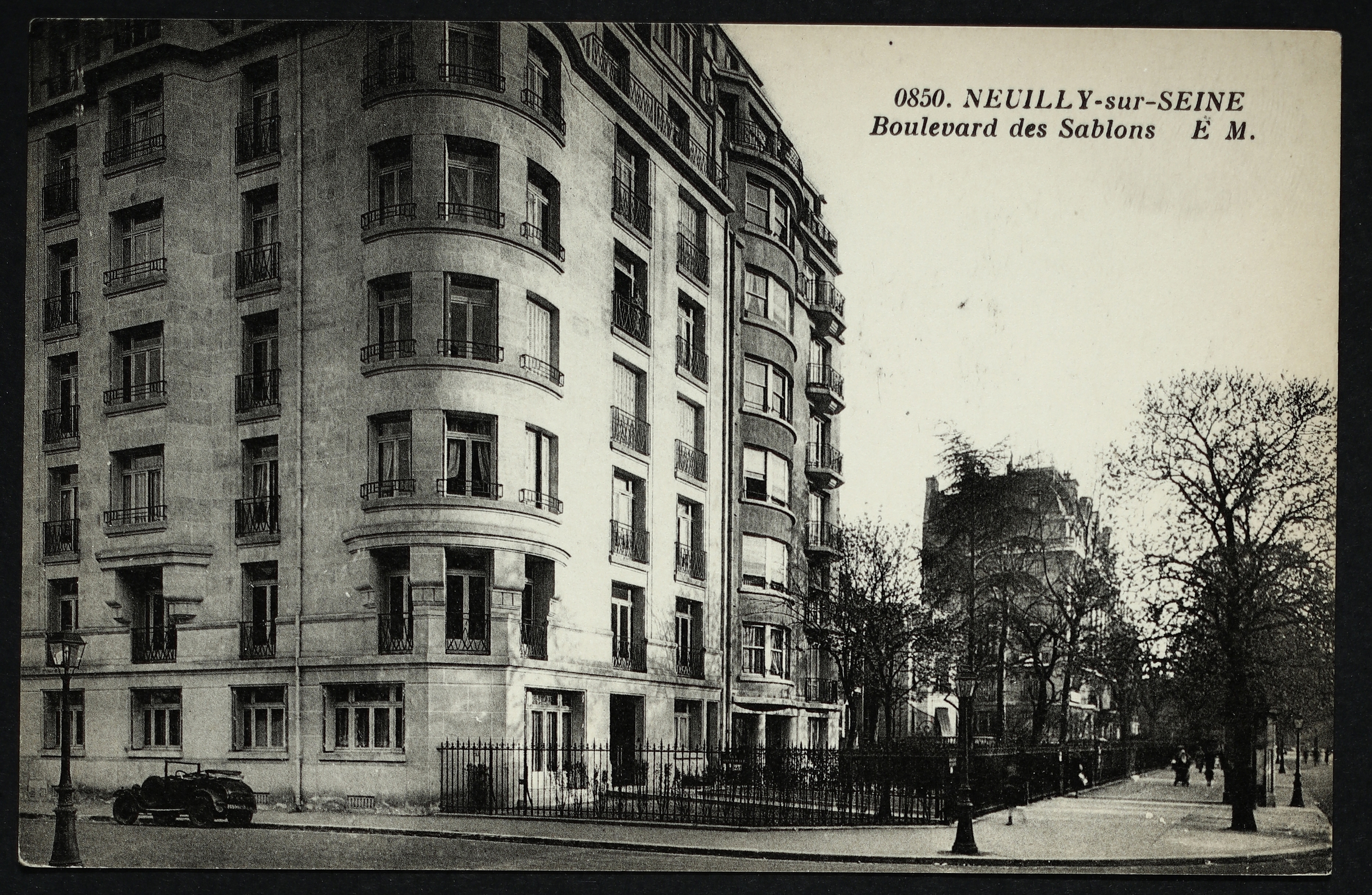
Carte postale - Neuilly-sur-Seine - Boulevard des Sablons.

Le boulevard des Sablons fait l'objet d'un cliché de la série photographique 6 mètres avant Paris, réalisée par Eustachy Kossakowski en 1971.

## Bâtiments remarquables et lieux de mémoire
- No 5 : dernier domicile et lieu du décès de Constant Sébastien Grébaut (1809-1868), ancien notaire, maire de Courbevoie de 1845 à 1865.